# Le Soleil dans la peau
Pour plus de détails, voir Fiche technique et Distribution.
Le Soleil dans la peau (Il sole nella pelle) est un film italien de Giorgio Stegani sorti en 1971.

## Synopsis
Lisa est une fille émancipée qui apprécie la compagnie de ses amis babas-cools et les parties de guitare insouciantes qu'elle partage avec eux. Son père Marco a une mentalité opposée à celle de sa fille : alors qu'elle se refuse absolument à choisir ses amis en fonction de leur statut social, lui tient une place de choix dans la riche bourgeoisie industrielle et méprise la jeunesse hippie, pleine de pauvres.
Lisa n'a que seize ans et tombe amoureuse d'un baba-cool pauvre mais séduisant : Robert, âgé de dix-neuf ans. Elle essaie de le présenter à ses parents et, comme on pouvait s'y attendre, on lui dit de ne pas sortir avec lui, sous prétexte qu'elle est mineure et qu'il est majeur.
Les deux amoureux se sentent donc victimes de l'intolérance de leurs aînés, et continuent à se voir en secret. Un jour, ils s'embarquent pour un périple en voilier à l'insu du riche père de Lisa. Ils s'égarent et font naufrage, mais échouent sur une île déserte, où ils sont libres de profiter de la nature et de s'aimer.
Pendant ce temps, les parents de Lisa dénoncent le garçon à la police pour le rapt et le viol probable de leur fille. Au lieu de calmer les parents, la police entame un vaste opération, déployant un hélicoptère et des dizaines d'hommes pour passer au peigne fin les abris de l'île de Ponza. La chasse à l'homme est trouble car le garçon innocent est assimilé à un dangereux pervers sexuel et, même sans aucune preuve, il est soupçonné d'être un terroriste.
Après s'être cachés, les deux amoureux sont rattrapés. Lisa tente de défendre Robert contre les accusations. Robert a le sentiment d'être acculé, ce qui le pousse à tenter une fuite désespérée pour échappés aux gendarmes : il plonge dans la mer, mais meurt pris dans les hélices d'un bateau. 

## Fiche technique
- Titre original italien : Il sole nella pelle[1]
- Titre français : Le Soleil dans la peau[2]
- Réalisateur : Giorgio Stegani
- Scénario : Giorgio Stegani
- Photographie : Sergio D'Offizi (it)
- Montage : Maurizio Tedesco (it), Giuseppe Baghdighian
- Musique : Gianni Marchetti
- Décors : Giorgio Stegani
- Costumes : Francesca Panicali
- Production : Gianni Minervini, Nicolò Pomilia
- Sociétés de production : Stefano Film
- Pays de production :  Italie
- Langue originale : italien
- Format : Couleur par Technicolor - 2,35:1 - Son mono - 35 mm
- Durée : 91 minutes
- Genre : Drame érotique
- Dates de sortie :
  - Italie : 10 avril 1971
  - France : 2 août 1972[2]

## Distribution
- Ornella Muti : Lisa, la fille de 16 ans
- Alessio Orano : Robert, le baba cool de 19 ans
- Luigi Pistilli : Lo Versi, le chef de la police
- Chris Avram : Marco, le père de Lisa
- Stella Carnacina
- Antonio Piretti
- Aristide Caporale
- Bruno Boschetti
- Fortunato Arena
- Gianni Pulone
- Giulio Baraghini : Maréchal des Carabiniers
- Roby Ruberti

## Production
Ornella Muti et Stella Carnacina ont toutes deux auditionné pour le rôle principal : la première a été choisie parce qu'elle avait les yeux bleus, comme le prévoyait le scénario pour le personnage de Lisa, mais le réalisateur a insisté pour donner également un rôle important à la seconde.
Le film a été tourné sur les côtes du golfe de Gaète et sur les îles Pontines. 